# Roy Emerson Arena
Roy Emerson Arena – stadion tenisowy w szwajcarskim Gstaad, w kantonie Berno.
Obiekt wybudowany został w 1991 roku i pomieści 4500 widzów. Nazwany został imieniem Roya Emersona, który pięciokrotnie wygrywał rozgrywany corocznie latem turniej tenisowy mężczyzn Swiss Open Gstaad o randze ATP World Tour 250.
Oprócz zawodów tenisowych na stadionie odbywają się turnieje w plażowej piłce siatkowej lub też plażowej piłce nożnej.